# Casimiro Cypher
Casimiro Cypher foi um frei franciscano que nasceu em 12 de janeiro de 1941 em Wisconsin e que durante a sua missão em Honduras foi martirizado em 1975.

## Biografia

### Nascimento e Juventude
Casimiro Cypher nasceu em Wisconsin no dia 12 de Janeiro de 1941 e tinha como nome de batismo, Michael Jerome Cypher. Filho de um lar católico devoto, com mais oitos irmãos. Michael tinha uma ligação profunda com a sua mãe Elizabeth. Michael estudou em um seminário menor de escola secundária franciscana conventual e em 1959 passou para o noviciado em Lake Forest, Illinois, onde adotou seu nome religioso Casemir. Seus superiores notaram que ele era um sujeito despreocupado, um jovem muito simpático, às vezes travesso, mas com uma espiritualidade impressionante.
Após sua ordenação em 1968, ele serviu na paróquia de Santo Antônio em Rockford, Illinois, e sua atração pelo ministério missionário se desenvolveu durante esse tempo e, eventualmente, ele se mudou para uma paróquia de língua espanhola em Hermosa Beach, Califórnia, para se preparar para seu novo ministério em Honduras.

### Atividades missionárias na Ordem Conventual
Em 1973, ele iniciou sua atividade missionária em Honduras, numa cidade montanhosa chamada Gualaco, onde ele atuava visitando diversos vilarejos a cavalo e levava a Mensagem do Evangelho, diante de tanto desgaste físico e pelas longas viagens, ficou gravemente enfermo, fazendo retornar aos Estados Unidos para tratamentos médicos. Mas ciente da situação social trabalhista de Honduras, resolve voltar em 1974. 

### Martírio

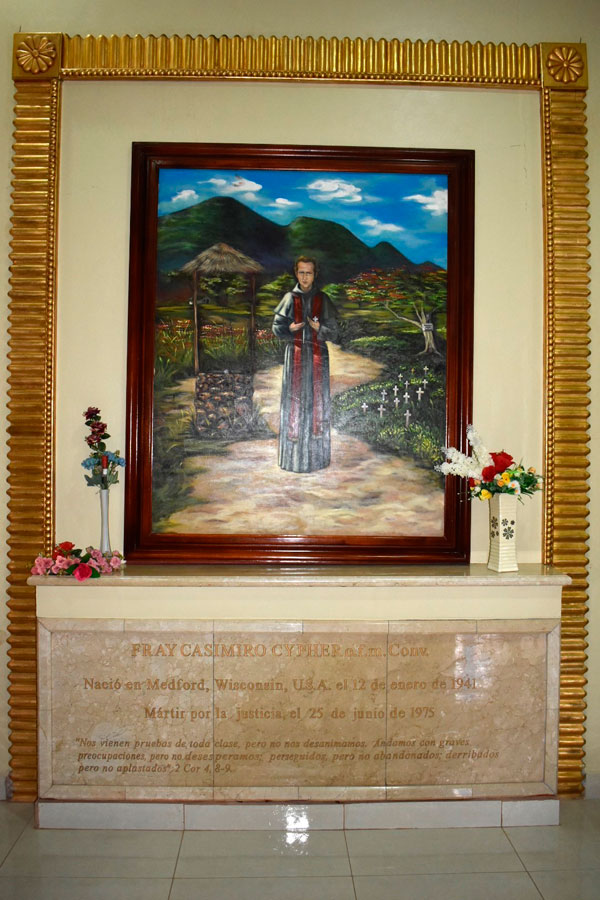
Tumba do Casimiro Cypher OFM Conv.

No dia 25 de Junho de 1975, Frei Casimiro estava em viagem para Juticalpa, levando um doente, ele não sabia que o Sindicato Nacional dos Camponeses haviam organizado naquele dia, uma manifestação para melhor implementação da legislação da reforma agrária. Ouvindo tiros, o frei Casimiro correu em direção à comoção.
Sabendo que ele era padre, os soldados o prenderam. Ele foi despido na praça da cidade, ridicularizado e espancado. Junto com outro padre, Pe. Ivan Betancort e dez líderes camponeses, Frei Casimiro foi brutalmente torturado e executado. Seu corpo e os dos outros mortos com ele foram então jogados em um poço profundo e dinamitados na tentativa de encobrir o massacre.